# Gomido FC
Gomido Football Club là một câu lạc bộ bóng đá Togo có trụ sở ở Kpalimé, thi đấu ở giải hạng nhì của bóng đá Togo. Sân nhà của đội bóng là Stade Municipal.

## Thành tích ở các giải đấu CAF
- CAF Cup: 1 lần tham gia

1994 – Vòng Một
- West African Club Championship (UFOA Cup): 1 lần tham gia

2009 – Bán kết (Chủ nhà)

## Đội hình hiện tại
Ghi chú: Quốc kỳ chỉ đội tuyển quốc gia được xác định rõ trong điều lệ tư cách FIFA. Các cầu thủ có thể giữ hơn một quốc tịch ngoài FIFA.
| Số | VT | Quốc gia | Cầu thủ          |
| -- | -- | -------- | ---------------- |
| 1  | TM | Togo     | Omouro Diabakaté |
| 2  | HV | Togo     | Kodjo Dadzie     |
| 4  | HV | Togo     | Midjaidine Touré |

| Số | VT | Quốc gia | Cầu thủ         |
| -- | -- | -------- | --------------- |
| 5  | HV | Togo     | Magnima Tawali  |
| 6  | TV | Togo     | Foley Assingbon |

Bản mẫu:Togolese Championnat National